# 弗朗西斯库斯·范登恩登
弗朗西斯库斯·范登恩登（荷蘭語：Franciscus van den Enden；1602年2月5日—1674年11月27日），是一位自由思想家，曾经的耶稣会信徒，拉丁文诗人、艺术品经销商、荷兰的哲学家。

## 生平
1602年出生于安特卫普，曾经担任巴魯赫·斯賓諾莎的老师。1674年因涉嫌参与反对路易十四的阴谋而被吊死。

## 作品
- Philedonius (1657)
- Kort Verhael van Nieuw Nederland (1662)
- Vrye Politijke Stellingen (1665)